# 邓拔奇烈士故居
邓拔奇烈士故居，位于中国广东省肇庆市怀集县甘洒镇永富村，为怀集县的一个县级文物保护单位，类型为古建筑，公布时间为2004年。
邓拔奇烈士故居的历史年代为清代。